# Denis-Simon Caroillon de Vandeul
Pour les autres membres de la famille, voir Famille Caroillon.
Denis-Simon Caroillon de Vandeul (27 juin 1775 à Paris - 5 avril 1850 à Paris) est un maître de forge et homme politique français.

## Biographie
Fils d'Abel François Nicolas Caroillon de Vandeul et petit-fils de Diderot, il était propriétaire de forges dans la Haute-Marne. Il fut élu le 17 novembre 1827 député de Langres par 102 voix (199 votants, 234 inscrits), contre 95 à M. Roger. Il prit place au centre droit et vota avec les royalistes. 
Il accepta, le 24 octobre suivant, la candidature qui lui fut offerte, et fut renvoyé à la Chambre par 136 voix, contre 96 au général de Pernetty. Il vota d'abord avec l'opposition légitimiste, mais il se rapprocha peu à peu du pouvoir, et, ayant été réélu député, le 5 juillet 1831, le 21 juin 1834, le 4 novembre 1837, il fut élevé par le gouvernement de Louis-Philippe le 7 novembre 1839 à la dignité de pair de France. Il siégea au Luxembourg jusqu'à la Révolution française de 1848.
Il avait racheté le château de Soisy-sur-Seine à Julie Leduc, veuve du Maréchal de Lauriston.
Il épousa Eugénie Cardon, belle-sœur d'Auguste Charles Lebrun de Plaisance et d'Augustin Lapeyrière. Ils eurent trois enfants :
- Eugène Abel François Caroillon de Vandeul (1812-1870), député de la Haute-Marne ;
- Marie-Anne-Wilhelmine Caroillon de Vandeul (1813-1900), épouse du baron Charles Levavasseur, député de Seine-Inférieure ;
- Louis-Alfred Caroillon de Vandeul (1814-1904), maire de Soisy-sur-Seine[1].

## Sources
- « Denis-Simon Caroillon de Vandeul », dans Adolphe Robert et Gaston Cougny, Dictionnaire des parlementaires français, Edgar Bourloton, 1889-1891 [détail de l’édition]
- François Moureau, "Échos berlinois de Diderot dans la correspondance de D.-S. de Vandeul (1800-1801=", Recherches sur Diderot et sur l’Encyclopédie, no 17, octobre 1994, p. 149-157 [extraits de 127 lettres de sa correspondance inédite à ses parents, Angélique Diderot et son mari Abel-François Caroillon de Vandeul, de Berlin, du 10 janvier 1800 au 25 octobre 1801].